# Tourneville-sur-Mer
Tourneville-sur-Mer is een fusiegemeente (commune nouvelle) in het Franse departement Manche in de regio Normandië. De gemeente maakt deel uit van het arrondissement Coutances. Tourneville-sur-Mer telde op 1 januari 2022 1.668 inwoners.

## Geschiedenis
Tourneville-sur-Mer is op 1 januari 2023 ontstaan door de fusie van de gemeenten Annoville en Lingreville. Deze gemeenten hadden op 1 januari 2020 samen 1.664 inwoners. De naam komt van een gehucht Tourneville dat gelegen is tussen beide gemeenten. De toevoeging sur-Mer is toegevoegd om de gemeente te onderscheiden van een andere gemeente Tourneville.

## Geografie

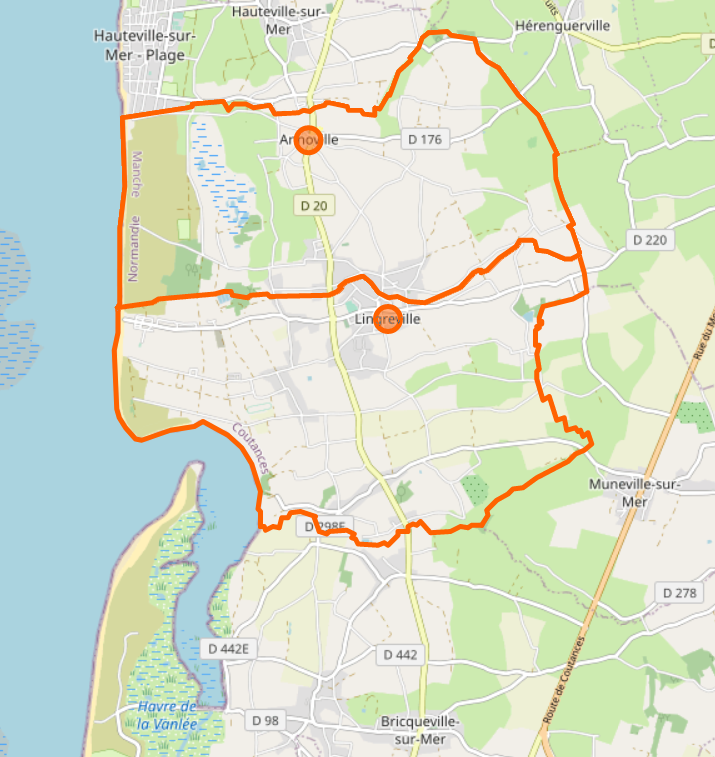
Kaart van de fusiegemeente